# Лапаївка
Лапаї́вка — село в Україні, у Зимноводівській сільській об'єднаній територіальній громаді Львівського району Львівської області. Орган місцевого самоврядування — Зимноводівська сільська громада. До 2020 року — центр Лапаївської сільської ради, якій підпорядковувалися села Лапаївка та Холодновідка. Тепер ці села належать до Лапаївського старостинського округу. Населення становить 4422 осіб.

## Географія
Відстань до обласного центру становить 11 км, до районного центру — 11 км, до центру громади становить 2 км, що проходять автошляхами обласного та місцевого значення. Відстань до найближчої залізничної станції Скнилів — 3,5 км.

## Населення
За даними всеукраїнського перепису населення 2001 року у селі мешкало 2909 осіб.

### Мова
Розподіл населення за рідною мовою за даними перепису 2001 року був наступним:
| українська | 2 849 | 97,94 |
| російська  | 50    | 1,72  |
| білоруська | 6     | 0,21  |
| болгарська | 1     | 0,03  |
| польська   | 1     | 0,03  |
| інші мови  | 2     | 0,07  |

## Історія
У «Географічному словнику Королівства Польського та інших слов'янських теренів», виданому у 1884 році подається наступна інформація стосовно села: «Лапаївка — це група будинків у Зимновідці у Львівському повіті». З цього можна зробити висновок, що у кінці XIX століття окремого села з такою назвою не існувало, а була невеличка місцина, можливо присілок з декількома будинками, що належали до села Холодновідка.

## Сучасність
У лісі поблизу села Лапаївка у 2009 році знайшли архів Української повстанської армії. Знайдений масив з 320 документів включає, до прикладу, поради для підпільної друкарні, описи вибухівки, інструкція про ведення фінансів, поіменні списки загиблих повстанців з біографіями та описами обставин загибелі. Імовірно, що архів збирали для Проводу ОУН, ймовірно, частина з документів призначалася для генерала Романа Шухевича, головнокомандувача Української повстанської армії. Один з документів — уривки з листів селян, яких депортували у Сибір. Також архів містить поіменний список вивезених у Сибір дітей, юнаків та людей старшого віку.

## Герб
На гербі Лапаївського старостинського округу зображені монограма, соловей, гілки калини та дуба на блакитному фоні. Автор герба — викладач образотворчого мистецтва Зимноводівської школи мистецтв Надія Масира.
Монограма є головним елементом герба та розташована в його центрі. Вона складена з переплетених між собою перших літер назв наших сіл Холодновідка та Лапаївка, що уособлює їхню єдність. Над монограмою зображено солов'я, який є символом неповторних талантів жителів наших сіл та їхнього прагнення до волі. По обидва боки від монограми розташовані гілки калини та дуба. Калина символізує отчий край, рідну землю, батьківщину, а дуб пророчить їй незламність, міцність та довголіття.

## Археологія
Археологи під час розкопок знаходили тут фрагменти часів палеоліту, частину скелета мамонта, унікальні речі часів Київської Русі, а також речі козацької доби, зокрема знайшли дорогу козацьку шаблю, яка належала Богдану Хмельницькому, яка нині перебуває в музеї у Швеції.[джерело?]
У 2002 році розвідкові дослідження проводилися в околицях Лапаївки. Тоді у південно-західній частині села, за 200 м на північ від місцевого цвинтаря, виявлена археологічна пам'ятка — давнє поселення, що займає обидва береги невеликого струмка і тягнеться вздовж нього пасмом довжиною 150—200 м та шириною 30—35 м. На території орного поля зібрано фрагменти кераміки XI—XII століть, які представлені уламками вінець, денець та бічних частин. Вінця розхилені назовні з манжетним та карнизоподібним профілем. Один з вінчиків належав горщику, який мав діаметр верхньої частини 21 см.
2005 року у західній околиці Лапаївки в урочищі «Лапаївський ліс» зафіксовано три кургани — Лапаївка II. Дві могили розташовані з правого боку автошляху «Львів—Самбір—Ужгород» (Н13) на найвищому видовженому пагорбі орієнтованому за лінією південь-північ, неподалік якого розташований відпочинковий заклад «Гостинна хата». Один з курганів простежується за 40 м на північ від дороги діаметром близько 16 м та висотою 0,5 м, за 50 м на захід від нього фіксується, ще один насип діаметром 14 м та висотою 0,4 м. Третій курган не пов'язаний із двома попередніми. Розташований ближче села, біля крутого повороту поруч якого розташоване місце для відпочинку «Дубок», з лівого боку від вищевказаного вказаного автошляху, за 40 м на південь від нього на незначному підвищені. Насип відносно значних розмірів діаметром 20 м та висотою близько 1,2 м. Кургани таких параметрів характерні для культур доби бронзи. Отримані результати є важливою джерельною базою для вивчення маліцької культури доби енеоліту у басейні Дністра.

## Пам'ятки природи
- На південний захід від села розташований Басівський дендропарк.
- У лапаївському лісі зростає 300-літній бук, частково знищений вогнем.

## Інфраструктура

### Освіта
Першими навчальними закладами були Оброшинська середня школа, до якої курсувало 2 автобуси, що возили дітей, а також Холодновідська школа початкових класів. У Лапаївці з 2003 року працює Лапаївська ЗОШ I—III ступенів (нині — Лапаївський ліцей імені Героя України Георгія Кірпи), у 29 класах навчаються понад 720 учнів, а також 2 учнів в інклюзивному класі. Для найменших мешканців Лапаївки працює заклад дошкільної освіти (ясла-садок) «Світлячок», відкритий 17 лютого 1988 року Західноукраїнською геофізична розвідувальна експедицією. Заклад розрахований на 160 дітей.

### Спорт
Лапаївка має футбольну команду — ФК «Лапаївка», яка регулярно займає найвищі місця в чемпіонаті Львівської області (прем'єр-ліга), зокрема, у 2014 році — 6 місце. Свого часу Мирон Маркевич казав, що «так як грає Лапаївка, так ніхто не грає».

## Відомі люди
- Герой України, захисник Майдану Микола Паньків.
- Наталія Довгалюк — українська акторка.

Відомо що у свій час проїздом у селі бував І. Я. Франко, а достеменно відомо, що Є. Коновалець тримав у лапаївських лісах криївки та склади із провіантом.[джерело?]